# كريج ديفيدسون
كريج ديفيدسون (بالإنجليزية: Craig Davidson) (و. 1976 – م) هو كاتِب، وروائي، وكاتب سيناريو من كندا. ولد في تورونتو.

## وصلات خارجية
- كريج ديفيدسون على موقع IMDb (الإنجليزية)
- كريج ديفيدسون على موقع ألو سيني (الفرنسية)
- كريج ديفيدسون على موقع أول موفي (الإنجليزية)
- كريج ديفيدسون على موقع قاعدة بيانات الأفلام السويدية (السويدية)
- كريج ديفيدسون على موقع قاعدة بيانات الفيلم (الإنجليزية)
- كريج ديفيدسون على موقع كينوبويسك (الروسية)